# SN 1984P
SN 1984P – supernowa odkryta 26 września 1984 roku w galaktyce M+00-09-60. W momencie odkrycia miała maksymalną jasność 18,00m.